# فهرست قنات‌های شهرستان دشتستان
جدول زیر براساس آمار وزارت جهاد کشاورزی تهیه شده‌است. فهرست زیر قنات‌های شهرستان دشتستان در استان بوشهر را نشان می‌دهد.
| نام قنات | موقعیت                    | نزدیک‌ترین روستا | طول قنات (متر) | تعداد میله چاه | عمق مادر چاه | دبی (لیتر بر ثانیه) | سطح زیر کشت (هکتار) |
| -------- | ------------------------- | --------------- | -------------- | -------------- | ------------ | ------------------- | ------------------- |
| باغ تاج  | بخش مرکزی شهرستان دشتستان | باغ تاج         | ۶۰۰            | ۰              | ۰            | ۱                   | ۱۰                  |
| باغ صالح | بخش مرکزی شهرستان دشتستان | دهرود           | ۳۰۰            | ۰              | ۰            | ۰                   | ۴۰                  |
| باغان    | بخش مرکزی شهرستان دشتستان | باغان           | ۴۵۰۰           | ۳۸۶            | ۲۰           | ۷۰                  | ۶۰                  |
| بشک      | بخش مرکزی شهرستان دشتستان | بشک             | ۱۰۰۰           | ۵۷             | ۱۲           | ۱۰                  | ۹                   |
| بیدو     | بخش مرکزی شهرستان دشتستان | بیدو            | ۱۰۰۰           | ۰              | ۰            | ۴                   | ۸۰                  |
| تنگ ارم  | بخش مرکزی شهرستان دشتستان | تنگ ارم         | ۹۰۰            | ۰              | ۰            | ۱                   | ۱۰۰                 |
| تنگ ارم  | بخش مرکزی شهرستان دشتستان | تنگ ارم         | ۱۵۰۰           | ۰              | ۰            | ۲                   | ۳۵                  |
| خورموج   | بخش مرکزی شهرستان دشتستان | خورموج          | ۳۰۰۰           | ۶۵             | ۱۲           | ۳۰                  | ۱۰                  |
| خورموج   | بخش مرکزی شهرستان دشتستان | خورموج          | ۳۰۰۰           | ۸۰             | ۱۵           | ۲۵                  | ۳۰                  |
| خون      | بخش مرکزی شهرستان دشتستان | خون             | ۲۰۰            | ۱۲             | ۰            | ۱۲                  | ۱۰۰                 |
| خیرک     | بخش مرکزی شهرستان دشتستان | خیرک            | ۱۲۰۰           | ۰              | ۰            | ۸                   | ۶۰                  |
| سوک      | بخش مرکزی شهرستان دشتستان | سوک             | ۵۰۰            | ۰              | ۰            | ۲                   | ۵۰                  |
| شنبه     | بخش مرکزی شهرستان دشتستان | شنبه            | ۲۲۰۰           | ۷۵             | ۳۰           | ۲۸                  | ۱۵۰                 |
| شهریاری  | بخش مرکزی شهرستان دشتستان | دهرود           | ۲۵۰            | ۰              | ۰            | ۲                   | ۲۴                  |
| عربی     | بخش مرکزی شهرستان دشتستان | عربی            | ۵۰۰۰           | ۹۰             | ۲۰           | ۲۰                  | ۱۰۰                 |
| محمدآباد | بخش مرکزی شهرستان دشتستان | محمدآباد        | ۱۰۰۰۰          | ۸۰             | ۱۰           | ۱۵                  | ۲۰۰                 |
| موردخیر  | بخش مرکزی شهرستان دشتستان | موردخیر         | ۸۰۰            | ۰              | ۰            | ۴                   | ۱۰۰                 |
| نواباد   | بخش مرکزی شهرستان دشتستان | طلحه            | ۱۵۰            | ۰              | ۰            | ۱۰                  | ۱۰۰                 |
| نورد     | بخش مرکزی شهرستان دشتستان | نورد            | ۷۰۰            | ۷۰             | ۲۰           | ۳۰                  | ۱۲۰                 |
| چارک     | بخش مرکزی شهرستان دشتستان | چارک            | ۳۰۰۰           | ۰              | ۰            | ۰                   | ۲۰۰                 |
| چاهگاه   | بخش مرکزی شهرستان دشتستان | چاهگاه          | ۱۰۰۰           | ۷۴             | ۱۵           | ۱۵                  | ۸۰                  |
| چراغعلی  | بخش مرکزی شهرستان دشتستان | دهرود           | ۱۵۰            | ۰              | ۰            | ۰٫۵                 | ۱۵                  |
| کشتو     | بخش مرکزی شهرستان دشتستان | کشتو            | ۸۰۰            | ۱۰۰            | ۱۰           | ۱۵                  | ۱۰                  |
| کشتو     | بخش مرکزی شهرستان دشتستان | کشتو            | ۲۰۰            | ۰              | ۰            | ۱۲                  | ۲۰                  |
| کمه زرد  | بخش مرکزی شهرستان دشتستان | کمه زرد         | ۶۰۰            | ۱۸             | ۰            | ۴                   | ۶۰                  |
| کناربندک | بخش مرکزی شهرستان دشتستان | کناربندک        | ۱۰۰۰           | ۱۰۰            | ۲۵           | ۱۵                  | ۳۵                  |